# كو ني
كو ني والمعروف أيضًا باسم يو كو ني (بالبورميةကိုနီ) (فبراير 1953 - 29 يناير 2017)، هو محامي وخبير بورمي بارز في القانون الدستوري. اغتيل في يانغون، ميانمار، في 29 يناير 2017.

## النشأة
ولد كو ني بالقرب من كاثا في شعبة ساغينغ، ميانمار. هو مسلم بورمي، والده يدعى سلطان، مسلم من أصل بنغالي من الهند، وكانت والدته تدعى خين هلا (المعروفة أيضًا باسم حليمة)، وهي بوذية. والده قد جاء إلى بورما في أوائل 1900 من خلال عمله في الجيش الهندي البريطاني. وكانت والدته هي نفسها من أب مسلم وأم بوذية.

## المهنة
أسس كو ني شركة لوريل للمحاماة، وهو عضو في نقابة المحامين الدولية، ورابطة المحامين المستقلين في ميانمار، ورابطة الكتاب والصحفيين الميانماريين. انضم إلى الرابطة الوطنية من أجل الديمقراطية رسميا في 8 أكتوبر 2013، بعد أن كان مستشارًا قانونيًا لأون سان سو تشي لسنوات عديدة. كان له الفضل في العثور على الثغرات في دستور ميانمار عام 2008، وعلى وجه الخصوص حين إنشاء مكتب مستشار الدولة، مما مكن أون سان سو تشي لتصبح رئيسة الحكومة بحكم الأمر الواقع في عام 2016. ودعا إلى التغيير الدستوري في ميانمار،
```
معتقدًا أن دستور 2008، الذي صاغه 
الجيش
، يجب أن يحل محله 
دستور
 آخر وليس مجرد تعديل.
[
6
]
[
7
]
 كتب ستة كتب عن قضايا 
حقوق الإنسان
 والانتخابات 
الديمقراطية
،
[
6
]
[
7
]
 وشارك بنشاط في حركة الأديان.
[
9
]
 كما تحدث ضد قانون الجنسية الميانماري الذي جرد الأقلية المسلمة 
الروهينغا
 من الجنسية البورمية.
[
10
]
```

## الاغتيال
اغتيل كو ني في 29 يناير 2017 في مطار يانغون الدولي في طريق عودته من حضور برنامج القيادة العليا في إندونيسيا، ودراسة الديمقراطية وحل النزاعات، مع وفد برئاسة بي ميينت، وزير الإعلام في الاتحاد.

### اعتقال المغتال والدوافع
واعتقلت الشرطة كيى لين، المسلح، بعد اطلاقة النار بقليل. وظهرت ادعاءات في وسائل الإعلام الاجتماعية أن كيو سوي، وزير الداخلية والقائد السابق للقيادة الجنوبية الغربية في باثين، منطقة إيياروادي قد دبر القتل. وأصدر مساعد وزير الداخلية، مونغ ماونغ ميينت، بيانًا في 1 فبراير 2017، نفى الادعاءات وقال بأنها «شائعات».

### التشيع
حضر جنازته الآلاف من المشيعين، بغض النظر عن الانتماءهم الديني، وغابت أون سان سو تشي عن تشيع الجنازة.

### ردود الفعل
ووصف زعيم الحزب الوطنى الديمقراطى الاعلى تين أو اغتيال كو ني بانها «خسارة كبيرة للبلاد بالنسبة للقوى الديمقراطية وبالنسبة لنا (الحزب)». وقال السفير الأمريكي سكوت ماركيل: «كل ما أريد قوله هو بالطبع أننا صدمنا وحزنا حقا، وكنت أعرف كو ني والتزامه الوطني والديمقراطي». وقالت منظمة العفو الدولية ان القتل كان «يدل بكل وضوح على علامات الاغتيال». ودعت إلى إجراء تحقيق شامل في مقتل رجل وصفته بانه «مناضل لا يكل في مجال حقوق الإنسان».